# 莫氏红门
莫氏红门，位于中国广东省阳江市阳春市春湾镇大洞村委会，为阳春市文物保护单位，类型为古建筑，公布时间为1985年1月18日。
莫氏红门的历史年代为明代。